# Геракл раздвигает горы Кальпе и Абила
Геракл раздвигает горы Кальпе и Абила (исп. Hércules separa los montes Calpe y Abyla) — картина испанского живописца Франсиско де Сурбарана, написанная в 1634 году. Хранится в музее Прадо в Мадриде (не экспонируется), ранее находилась в королевской коллекции во дворце Буэн-Ретиро.

## Описание
На картине изображён древнегреческий герой Геракл, который стоит в центре композиции и прилагает большие усилия, чтобы раздвинуть две скалы. Он показан стоящим голым с раздвинутыми и слегка согнутыми ногами, туловище и голова наклонены вперёд. В руках он держит два куска металла, прикреплённые к скалам, которые пытается отделить друг от друга. Между скалами и позади героя виднеется часть моря и тучи.
Композиция картины сосредоточена на напряжённом действии героя, расположенного в трудном для восприятия ракурсе, который, как и на остальных работах серии, был предназначен для просмотра снизу. Особенно интересны живописные решения, внесённые художником для различных областей работы. Автор просто обозначает форму скал и морского дна, при этом последнее выполняет небольшими более загрунтованными мазками. В теле Геракла видна разная насыщенность цвета, что согласуется со сложным ракурсом.

## Тематика
Данная картина входит в серию работ, которую заказали Сурбарану для украшения королевского зала во дворце Буэн-Ретиро. Мифологическая серия должна была состоять из двенадцати работ, описывающих подвиги Геракла, но Сурбаран нарисовал только десять из соображений пространства. Поскольку картины были инвентаризированы без имени автора, их авторство было определено только в 1945 году, благодаря найденной документации, в которой было указано, что Сурбаран получил плату «за десять картин о подвигах Геракла».
В наследстве Карла II картина ошибочно записана как «Геракл, держащий небесный свод». Историк Элиас Тормо в 1911 году определил этот эпизод как разделение Кальпе (Гибралтарская скала) и Абилы (Ачо, Сеута). Роза Лопес Торрихос отвергает интерпретацию Тормо, считая, что только Сенека ссылался на эпизод, не оказывая никакого влияния на испанских авторов, более внимательных к тому, чтобы рассказать о размещении двух знаменитых колонн с девизом Non plus ultra, который затем изменил Карл V, благодаря своим завоеваниям заморских территорий, на девиз Plus Ultra. Согласно таким текстам, как «Общая история Испании» Хуана де Марианы, колонны были на самом деле двумя скалами, которые служили для сужения водного прохода между Атлантикой и Средиземным морем. Вникая в эту идею, Торрихос указывает на позу Геракла, выражающую сближения двух скал; наблюдение, которое кажется убедительным, укрепило бы видение испанского монарха как сплочающего, а не разделяющего земли и королевства. Однако Бальтасар де Витория, за десять лет до создания этой серии, прямо процитировал эпизод разделения гор. Как в повествовании Марианы, так и в повествовании Витории упоминаются связь Геракла с Испанией и создание девиза Австрии, что оправдывало бы включение эпизода в цикл работ и его особый испаноязычный статус. Геркулесовы столбы также используются городами Кадис и Мелилья и на эмблеме Андалусии, а также на гербе Испании.